# 가도수도
가도수도는 전라남도 신안군 흑산면 흑산도 예리반도와 가도 사이에 있는 수도이다.

## 해양지명
- 제정 해양지명 : 가도수도[1]
- 대표위치(WGS-84) : 34°41´44.1"N, 125°27´48.5"E
- 범위 : 전남 신안군 흑산면 흑산도 예리반도와 가도 사이의 좁은 수도